# Foi um Rio Que Passou em Minha Vida
Foi um rio que passou em minha vida é o segundo álbum de estúdio do sambista carioca Paulinho da Viola, lançado em 1970.
Foi um Rio Que Passou em Minha Vida é também a canção que dá o nome ao álbum. Foi lançada no 1969 na Feira Mensal de MPB da TV Tupi e se tornou o maior sucesso do 1970, projetando Paulinho a nível nacional.
Paulinho, da escola de samba da Portela, quis compensar com essa canção os seus companheiros de escola de uma canção lançada no ano anterior, "Sei lá Mangueira", feita por ele e Hermínio Bello de Carvalho como homenagem a escola concorrente da Mangueira e que se tornou um grande sucesso.
A canção não foi o samba enredo da Portela no carnaval do 1970, mas, no documentário "Meu Tempo é Hoje", Paulinho conta como foi acolhida entusiasticamente no aquecimento e cantada por todos não apenas no desfile acabara de terminar.

## Faixas
Lado A
1. Para não contrariar você (Paulinho da Viola)
2. O meu pecado (Zé Keti)
3. Estou marcado (Paulinho da Viola)
4. Lamentação (Mauro Duarte)
5. Mesmo sem alegria (Paulinho da Viola)
6. Foi um rio que passou em minha vida (Paulinho da Viola)

Lado B
1. Tudo se transformou (Paulinho da Viola)
2. Nada de nôvo (Paulinho da Viola)
3. Jurar com lágrimas (Paulinho da Viola)
4. Papo furado (Paulinho da Viola)
5. Não quero você assim (Paulinho da Viola)

Relançamento em CD, em 1996
1. Para não contrariar você
2. O meu pecado
3. Estou marcado
4. Lamentação
5. Mesmo sem alegria
6. Foi um rio que passou em minha vida
7. Tudo se transformou
8. Nada de novo
9. Jurar com lágrimas
10. Papo furado
11. Não quero você assim
12. Sinal fechado (Paulinho da Viola)
13. Ruas que sonhei (Paulinho da Viola)

## Ficha técnica
- Diretor de produção: Milton Miranda
- Diretor musical: Lyrio Panicali
- Orquestrador e regente: Maestro Gaya
- Diretor técnico: Z. J. Merky
- Técnico de gravação: Jorge Teixeira da Rocha
- Técnico de laboratório: Reny R. Lippi
- Lay out: Moacir Rocha
- Foto: Da Cruz